# Cryphia praecana
Cryphia praecana är en fjärilsart som beskrevs av Hugo Theodor Christoph 1892. Cryphia praecana ingår i släktet Cryphia och familjen nattflyn. Inga underarter finns listade i Catalogue of Life.